# Strobentz Frigyes
Stróbentz Frigyes (Fritz Strobentz) (Pest, 1856. július 25. — München, 1929. június 5.) magyar festő, aki Münchenben alkotott.

## Élete, munkássága
1877-től a düsseldorfi festőakadémián tanult, majd 1880-tól Münchenben Ludwig von Löfftz (1845-1910) volt a mestere, Münchenben és Dachauban alkotott, majd Münchenben telepedett le. Eleinte plein air stílusban festett, majd csatlakozott a müncheni szecessziós stílusban alkotó művész-csoporthoz (Münchner Secession).
1886-ban Gyümölcsösben c. képével tűnt fel egy müncheni tárlaton. Festményeit a hazai tárlatokra is mindig megküldte. Figurális kompozícióival díjakat nyert. 1904-ben műveiből gyűjteményes kiállítást rendeztek a Nemzeti Szalonban. E gyűjteményes kiállításról olvashatjuk Lyka Károly lelkes beszámolóját a Művészet c. folyóirat 1904/5. számában. Lyka látja és érzékeli, hogy az 1880-as évek közepétől Strobentz a naturalizmusból a plein air stílusra váltott.
Később a müncheni Secessionban Fritz von Uhde és Franz von Stuck voltak az legközelebbi munkatársai és festőbarátai, de itthon is tagja volt a MIÉNK-nek, majd a Szinyei Merse Pál Társaságnak.
Több művét őrzi a Magyar Nemzeti Galéria, Látogatás című képe egy chicagói múzeumban van, Ősz c. festménye a müncheni Neue Pinakothekban.

## Művei (válogatás)
- Gyümölcsösben (1886)
- Dachaui parasztlányok (1895)
- Fiatal pár (1896)
- Dachau (1899)

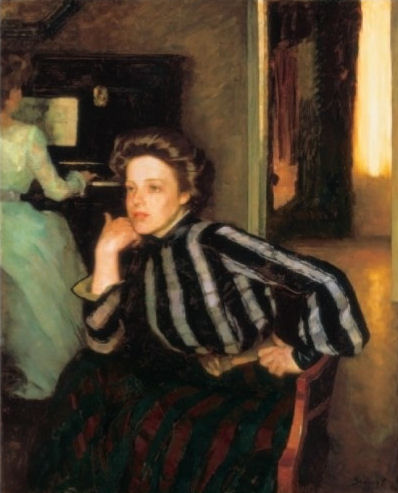
Adagio (1909)

- Tanulmányfej I. (rajz fiatal lányfejről, 1904 előtt)
- Tanulmányfej II. (ua. variáns. 1904 előtt)
- Adagio (1909, MNG)
- Meditáló szerzetes (MNG)
- Önarckép (MNG)
- Chioggiai lányok (MNG)
- Séta (MNG)
- Látogatás (chicagói múzeum)
- Ősz (Neue Pinakothek, München)
- Modell